# Paraphilaeus daemeli
Paraphilaeus daemeli är en spindelart som först beskrevs av Eugen von Keyserling 1883.  Paraphilaeus daemeli ingår i släktet Paraphilaeus och familjen hoppspindlar. Inga underarter finns listade i Catalogue of Life.